# 亚历山大·伊万诺维奇·涅克拉索夫
亚历山大·伊万诺维奇·涅克拉索夫（羅馬化：Aleksandr Ivanovich Nekrasov；1883年12月9日—1957年5月21日）是一位苏联和俄罗斯数学家，以其对流体力学和空气力学的贡献而闻名。描述表面波的涅克拉索夫积分方程就是以他的名字命名的。